# Temple Longchang
Le temple Longchang (chinois : 隆昌寺) est un temple situé à l'est de Nankin, plus précisément sur le mont Baohua (zh), dans le bourg de Baohua, ville-district de Jiurong, ville-préfecture de Zhenjiang, dans la province du Jiangsu, en République populaire de Chine.